# Raión de Maladzyechna
Maladzyechna (en bielorruso: Маладзечанскі раён) es un raión o distrito de Bielorrusia, en la provincia (óblast) de Minsk. 
Comprende una superficie de 1 392 km².
El centro administrativo es la ciudad de Maladziechna.

## Demografía
Según estimación 2010, contaba con una población total de 138 375 habitantes.

## Subdivisiones
Comprende la ciudad subdistrital de Maladziechna, el asentamiento de tipo urbano de Radashkóvichy y doce consejos rurales:
- Aliajnóvichy
- Haradzílava (con capital en Berazínskaye)
- Haradok
- Krásnaye
- Lébedzeva
- Márkava
- Miasatá (con capital en Vývery)
- Palachany
- Radashkóvichy
- Jazhova
- Tsiurlí
- Chysts